# Minstreel

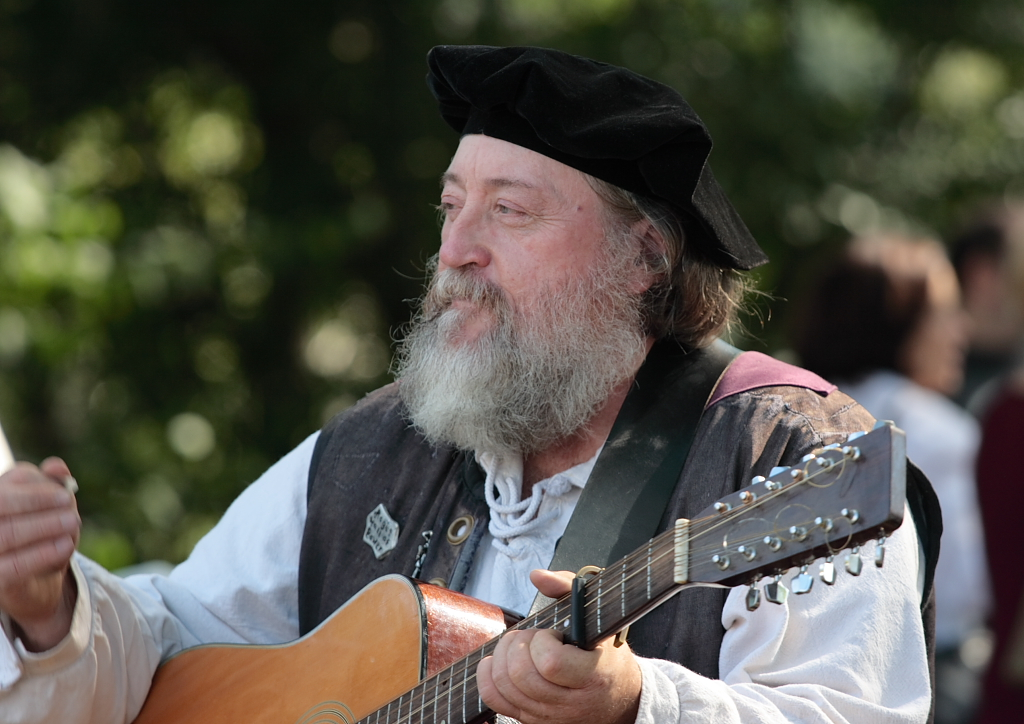
Een minstreel op een middeleeuwse markt in New York

Een minstreel is een middeleeuwse artiest die is verbonden aan een broodheer.
Het woord is verwant met minister (dienaar). Het 'min' van minstreel heeft niets te maken met het 'minne' (liefde) van minnezanger. 
De minstreel zong liederen, maakte muziek en poëzie, vertelde verhalen, veelal over actuele gebeurtenissen en personen, en voerde ook andere kunsten uit. Onderling vochten de minstrelen soms verbale duels uit. Minstrelen componeerden zelf of brachten composities van anderen of volksliederen. 
Een minstreel had, anders dan een jongleur, een vaste betrekking bij bijvoorbeeld een kasteel. Minnezangers of troubadours zouden verfijnder en poëtischer zijn geweest dan minstrelen, maar de scheidslijn tussen de verschillende speellieden was niet scherp. 

## Links/bronnen
- Minstrelen
- L. M. Wright, 'Misconnceptions concerning the Troubadours, Trouvères and Minstrels', in: Music & Letters, Vol. 48, Nr. 1 (1967), pp. 35-39